# Mnichowa Płaśń

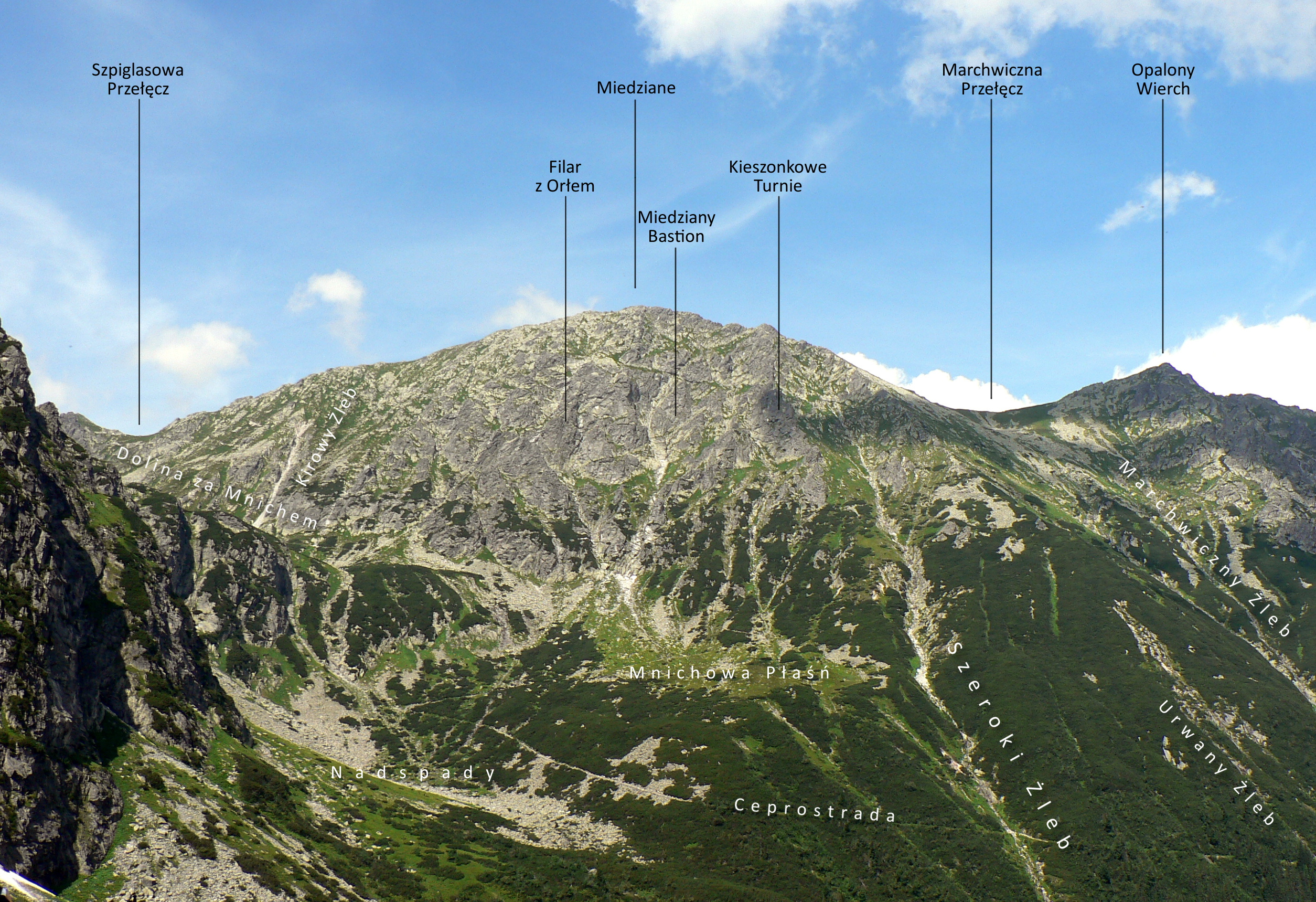
Widok na Mnichową Płaśń znad Czarnego Stawu pod Rysami

Mnichowa Płaśń – duży taras na południowo-wschodnich stokach Miedzianego w polskich Tatrach Wysokich. Położony jest na średniej wysokości ok. 1650 m, po lewej stronie (patrząc od dołu) grzędy tworzącej ograniczenie Szerokiego Żlebu, a powyżej żółtego szlaku turystycznego zwanego Ceprostradą. Na niektórych mapach opisywany jest jako Płaśń pod Mnichem. Dawniej były to tereny pasterskie Hali za Mnichem i stąd pochodzi nazwa tarasu. Stał na nim prymitywny szałas (właściwie raczej koleba). Obecnie jest to zamknięty dla turystów i taterników obszar ochrony ścisłej.